# Valdhorn
Det tyske snoede valdhorn er et messingblæseinstrument og regnes for at være det første musikhorn. Hornet stammer fra midten af 1500-tallet.
I symfoniorkestret anvendes en nyere type horn: Ventilhornet.

## Historie
Navnet horn skyldes at de første horn, der blev spillet på var horn fra dyr (kohorn o.a.).
Horn af messing havde ikke ventiler. Det betød, at hornet kun havde naturtoner: de toner der naturligt kan fremkaldes på et horn.
For at spille andre tonearter fandtes horn stemt i forskellige grundstemninger. Hornisterne måtte derfor ofte skifte instrument midt i en symfoni, hvis de enkelte satser var skrevet i forskellige tonearter. Der skulle syv forskellige horn til at dække alle tonarter. Senere opfandt v. Schüler et horn med en bøjle, der kunne skiftes for hver ny toneart.
Naturtoner ligger med stor afstand i det dybe leje. For at være i stand til at spille melodier med mindre intervaller, udvikledes en teknik, som gjorde det muligt at spille i højden, hvor naturtonerne ligger tættere.
Efterhånden udviklede hornister en såkaldt "stopteknik", som er en metode til at ændre naturtonerne. Med højre hånd i klangstykket kan han sænke tonerne ved at lukke mere eller mindre for klangstykket, med det formål at intonere i forhold til den oprindelige naturtone.
Da ventilerne blev opfundet, blev det muligt at spille alle tonearter kromatisk i hele hornets register (uden stopteknik).
Naturhornet bruges i nutiden i værker med andre originalinstrumenter. Den tyske hornist Hermann Baumann spiller Mozarts hornkoncerter på naturhorn.
De horn, der bruges til jagtsignaler, er naturhorn (dvs. uden ventiler). De små Fürst Pless-horn, stemt i B (ligner posthorn, og er stemt i Es) der spiller i samme leje som trompeten, og de store parforcehorn, stemt i B spiller i samme leje som basunen.

## Toneinterval
Valdhornets toneinterval er meget stort. Det er et af de horn, der har det største interval. Tonerne spænder fra hvad en tuba kan spille til hvad en trompet kan. 